# المنارة (تعز)
المناره هي إحدى قرى الجمهورية اليمنية، تتبع جغرافيا لمحافظة تعز وإداريًا لمديرية الصلو، يبلغ تعداد سكانها 1002 نسمة حسب الإحصاء الذي أجري عام 2004.